# Androcharta meonicoides
Androcharta meonicoides là một loài bướm đêm thuộc phân họ Arctiinae, họ Erebidae.